# Kupering
At kupere et dyrs hale betyder at skære en del af halen af. På nogle dyre kuperes også ørerne.

## Danmark

### Hunde
Det er i udgangspunktet ulovligt at kupere hundes haler i Danmark, dog giver loven mulighed for at visse hunde (Ruhåret hønsehund, Korthåret hønsehund, Weimaraner, Vizla og Breton), der anvendes til jagt, kan halekuperes.
- Ruhåret hønsehund
- Korthåret hønsehund
- Weimaraner
- Vizla
- Breton

### Svin
Også svin kuperes undertiden. Rutinemæssig kupering har siden 2003 været ulovligt i Danmark, men mindst 98,5% af alle danske svin kuperes.

### Andre dyr
Andre dyr kan også halekuperes, dog kun hvis det konkret er påkrævet af veterinære hensyn, heste, kvæg og lam.

## Andre lande
Tekst mangler, hjælp os med at skrive teksten